# Varosha
Varosha é um bairro abandonado do sul da cidade cipriota de Famagusta. Antes de 1974, era a moderna área turística da cidade. Seus habitantes fugiram durante a invasão turca de Chipre em 1974, quando a cidade de Famagusta ficou sob controle turco e permaneceu abandonada desde então. A partir de 2019, o trimestre continua desabitado; edifícios deterioraram-se e, em alguns casos, seu conteúdo foi saqueado ao longo dos anos; algumas ruas foram cobertas de vegetação; e o bairro é geralmente descrito como uma cidade fantasma. A entrada é proibida ao público. 

## História

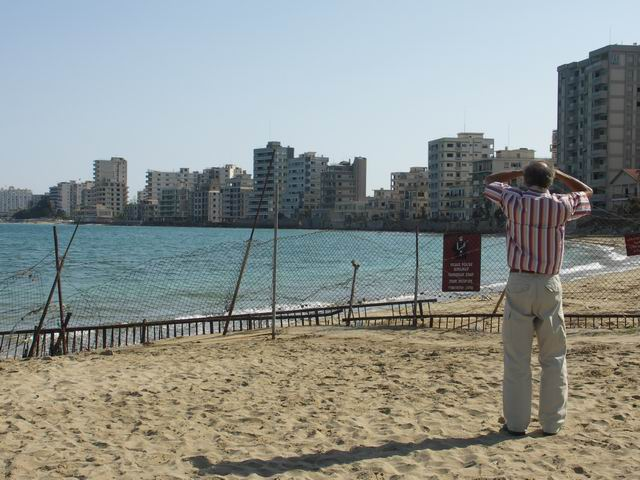
Varosha, como visto de fora da cerca militar

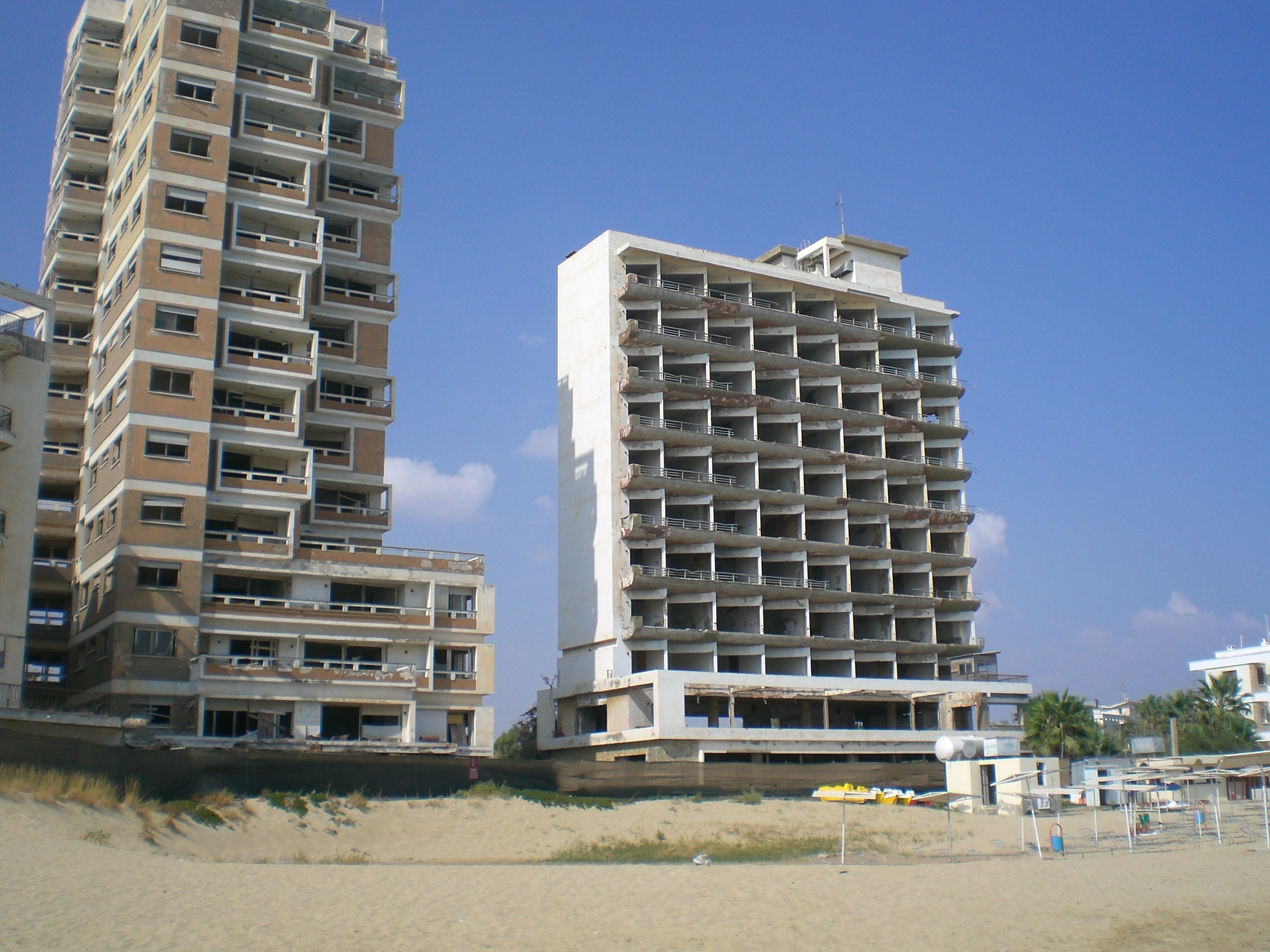
Hotéis abandonados em Varosha

No início dos anos 1970, Famagusta era o destino turístico número um em Chipre. Para atender ao crescente número de turistas, muitos novos arranha-céus e hotéis foram construídos. Durante seu auge, Varosha não era apenas o destino turístico número um em Chipre, mas entre 1970 e 1974, era um dos destinos turísticos mais populares do mundo e era um destino favorito de celebridades, como Elizabeth Taylor, Richard Burton, Raquel Welch e Brigitte Bardot. Antes da invasão turca de Chipre, Varosha tinha uma população de 39.000 habitantes. Após a invasão de Chipre em 20 de julho de 1974, o exército cipriota grego retirou suas forças para Larnaca. O exército turco avançou até a Linha Verde, que é a fronteira atual entre as duas comunidades. Poucas horas antes dos exércitos cipriota e turco se encontrarem em combate nas ruas de Famagusta, toda a população fugiu, temendo um massacre. A evacuação foi auxiliada e orquestrada pela base militar britânica nas proximidades. Muitos refugiados fugiram para o sul, para Paralimni, Dherynia e Larnaca. Paralimni se tornou a capital moderna da província de Famagusta.
Quando o exército turco ganhou o controle da área durante a invasão, eles a cercaram e, desde então, recusam permitir a entrada de qualquer pessoa, exceto militares turcos e pessoal das Nações Unidas. As pessoas que moravam em Varosha esperavam voltar para sua casa quando a situação se acalmar, mas o resort permanece fechado. A Resolução 550 do Conselho de Segurança das Nações Unidas, de 1984, ordenou que Varosha fosse entregue à administração das Nações Unidas e que não fosse reassentada por outras pessoas além dos habitantes que foram forçados a sair. O Estado turco não cumpriu, mas manteve Varosha como "moeda de troca" desde na esperança de convencer o povo de Chipre a aceitar uma solução para a questão de Chipre em seus termos.
Um desses planos de assentamento era o Plano Annan para reunir a ilha que previa o retorno de Varosha aos residentes originais. Mas isso foi rejeitado pelos cipriotas gregos em um referendo de 2004 . A Resolução 550 do Conselho de Segurança da ONU declara que "considera inadmissíveis as tentativas de resolver qualquer parte de Varosha por outras pessoas que não seus habitantes e solicita a transferência dessa área para a administração das Nações Unidas". 
Na ausência de habitação humana e manutenção, os edifícios continuam a se deteriorar. Com o tempo, partes da cidade começaram a ser recuperadas pela natureza à medida que o metal corrói, as janelas quebram e as plantas criam raízes nas paredes e no pavimento e crescem livremente em velhas floreiras. Em 2014, a BBC informou que Sea Turtles foram observadas nidificando nas praias da cidade.
Durante a Crise dos Mísseis de Chipre (1997-1998), o líder Turkish Cypriot, Rauf Denktash, ameaçou tomar Varosha se o governo cipriota não recuasse.

## Reabertura à população civil
A população de Varosha era de 226 no censo de 2011 do Norte de Chipre.
Em 2017, a praia de Varosha foi aberta para uso exclusivo dos turcos (cipriotas turcos e cidadãos turcos).
Em 2019, o Governo do Chipre do Norte anunciou que abriria Varosha à colonização. Em 14 de novembro de 2019, Ersin Tatar, o primeiro-ministro do norte de Chipre, anunciou que o norte de Chipre pretende abrir Varosha até o final de 2020.
Em 9 de dezembro de 2019, Ibrahim Benter, diretor geral da administração da fundação religiosa cipriota turca EVKAF, declarou que toda Maraş/Varosha era propriedade da EVKAF. Benter disse que "EVKAF pode assinar contratos de aluguel com cipriotas gregos se eles aceitarem que a cidade cercada pertence a Evkaf".
Em 22 de fevereiro de 2020, Chipre declarou que vetaria os fundos da União Europeia aos cipriotas turcos se Varosha abrisse negócios.
Em 6 de outubro de 2020, Ersin Tatar, primeiro-ministro do norte de Chipre, anunciou que a área da praia de Varosha seria reaberta ao público em 8 de outubro de 2020. O presidente da Turquia, Recep Tayyip Erdoğan, disse que a Turquia apoiava totalmente a decisão. [21] A mudança ocorreu antes das eleições presidenciais de 2020 no norte do Chipre, nas quais Tatar era candidato. O vice-primeiro-ministro Kudret Özersay, que havia trabalhado na reabertura anteriormente, disse que esta não foi uma reabertura total da área, que foi simplesmente um golpe eleitoral unilateral do tártaro. Seu Partido do Povo retirou-se do gabinete tártaro, levando ao colapso do governo cipriota turco. O diplomata-chefe da UE condenou o plano, descrevendo-o como uma "violação grave" do acordo de cessar-fogo da ONU. Além disso, ele pediu à Turquia que parasse com essa atividade. O secretário-geral da ONU expressou preocupação com a decisão da Turquia.
Em outubro de 2020, o Presidente da Turquia, Recep Tayyip Erdoğan, juntamente com o Primeiro Ministro da autoproclamada República Turca do Norte de Chipre (KKTC), Ersin Tatar , ordenou a reabertura de Varosha.
Quase imediatamente, no dia 9 daquele mês, o Conselho de Segurança das Nações Unidas reafirmou o status de Varosha conforme estabelecido em resoluções anteriores do Conselho de Segurança das Nações Unidas, incluindo a resolução 550 (1984) e a resolução 789 (1992). Da mesma forma, reiterou que nenhuma ação deve ser realizada em relação a essa localidade que não cumpra essas resoluções.
Em 8 de outubro de 2020, algumas partes de Varosha, do Clube de Oficiais do Exército Turco e Cipriota Turco ao Hotel Golden Sands, foram inauguradas.
Em 27 de novembro, o Parlamento Europeu exortou a Turquia a reverter sua decisão de reabrir parte de Varosha e retomar as negociações destinadas a resolver a questão de Chipre com base em uma federação bicomunal e bizonal e instou o Parlamento Europeu União para impor sanções contra a Turquia, se as coisas não mudarem. A Turquia rejeitou a resolução, acrescentando que continuará a proteger seus próprios direitos e os dos cipriotas turcos. A presidência da República Turca do Chipre do Norte também condenou a resolução.
Em 20 de julho de 2021, Tatar, o presidente do norte de Chipre, anunciou o início da segunda fase da abertura de Varosha. Ele encorajou os cipriotas gregos a solicitarem à Comissão Imobiliária da República Turca do Norte de Chipre a recuperação de suas propriedades, caso tenham tais direitos.
A Mesquita Bilal Aga, construída em 1821 e desativada em 1974, foi reaberta em 23 de julho de 2021.
Em resposta a uma decisão do governo do Chipre do Norte, a declaração presidencial do Conselho de Segurança das Nações Unidas datada de 23 de julho disse que o assentamento em qualquer parte do subúrbio cipriota abandonado de Varosha, "por pessoas que não sejam seus habitantes, é 'inadmissível'." El mismo día, Turquía rechazó la declaración presidencial del Consejo de Seguridad de las Naciones Unidas sobre Maras (Varosha) y dijo que estas declaraciones se basaban en la propaganda greco-grecochipriota, eran afirmaciones infundadas e infundadas, y que no concordaban con las realidades de a ilha. Em 24 de julho de 2021, a Presidência do Chipre do Norte condenou a declaração presidencial do UNSC datada de 23 de julho, afirmando que "nós a vemos e condenamos como uma tentativa de criar um obstáculo para os detentores de direitos de propriedade em Varosha alcançarem seus direitos".
Em 1º de janeiro de 2022, quase 400.000 pessoas visitaram Varosha desde que abriu para civis em 6 de outubro de 2020.
Em 19 de maio de 2022, o Northern Cyprus abriu um trecho de praia de 600m de comprimento X 400m de largura na praia de Golden Sands (do hotel King George ao prédio da Oceania) em Varosha para uso comercial. Espreguiçadeiras e guarda-sóis foram montados.
UNFICYP disse que levantaria a decisão tomada pelas autoridades cipriotas turcas de abrir aquele trecho de praia em Varosha com o Conselho de Segurança, disse o porta-voz da força de manutenção da paz, Aleem Siddique, na sexta-feira. A ONU anunciou que sua "posição em Varosha não mudou e estamos monitorando a situação de perto".
Em outubro de 2022, os cipriotas turcos anunciaram que instituições públicas seriam abertas na cidade.

## Características de Varosha
As principais características do distrito de Varosha incluíam a Avenida John F Kennedy, que se originava perto do porto de Famagusta e atravessava o distrito paralelamente à Praia Glossa. Ao longo da Avenida JFK havia inúmeras hotéis de luxo bem conhecidos, incluindo o King George Hotel, The Asterias Hotel, The Grecian Hotel, The Florida Hotel e o Argo Hotel que era Elizabeth O favorito de Taylor. O Argo Hotel está situado próximo ao final da JFK Avenue, voltado para Protaras e Fig Tree Bay. Outra rua principal de Varosha era Leonidas (em grego:  Λεωνίδας), uma grande via que ia da JFK Avenue para oeste em direção a Vienna Corner. rua de entretenimento, com vários bares, restaurantes e casas noturnas.

## Processos judiciais
De acordo com os cipriotas gregos, existem 425 lotes na praia de Varosha, que se estende desde o hotel Contandia até o hotel Golden Sands. O número completo de parcelas em Varosha é 6082.
Existem 281 casos de cipriotas gregos que solicitaram uma indemnização à Comissão de Propriedade Imobiliária (IPC) do Chipre do Norte.
m 2020, Cipriota grego Demetrios Hadjihambis entrou com uma ação buscando compensação do Estado por perdas financeiras.

## Galeria

Varosha, Famagusta
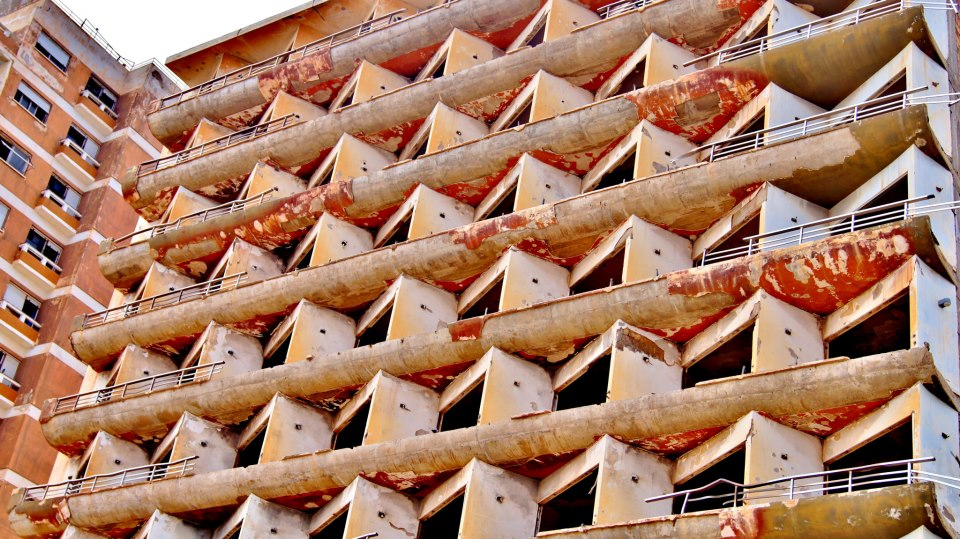
Um dos muitos hotéis em ruínas que foram abandonados em 1974.
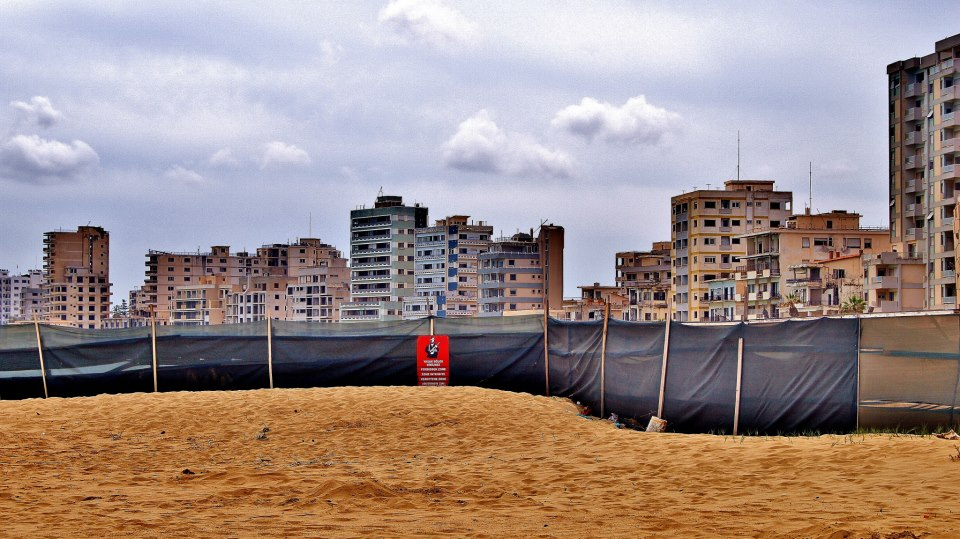
Em primeiro plano, a cerca que separa Varosha da área acessível da baía de Famagusta.
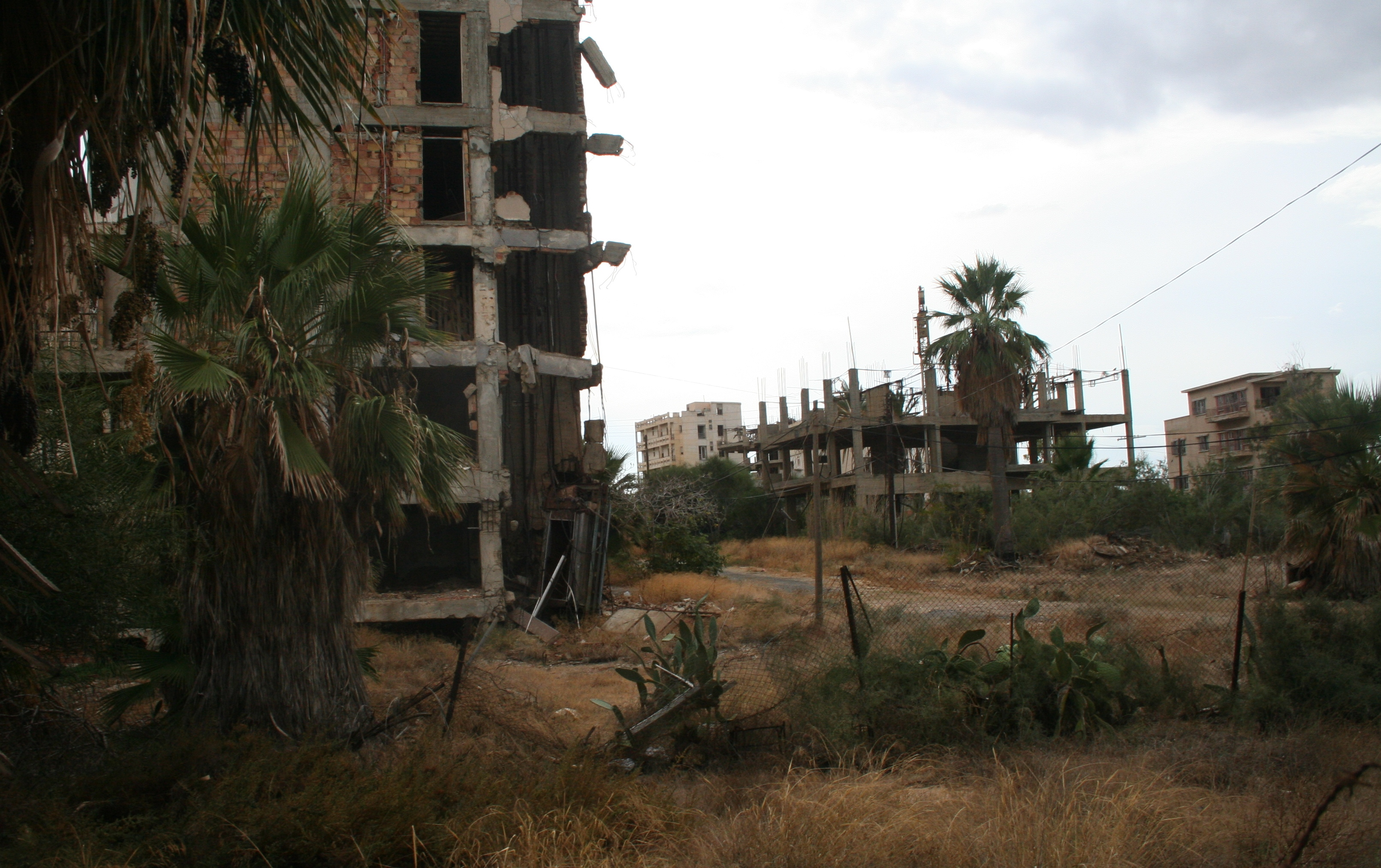
Varosha em 2009
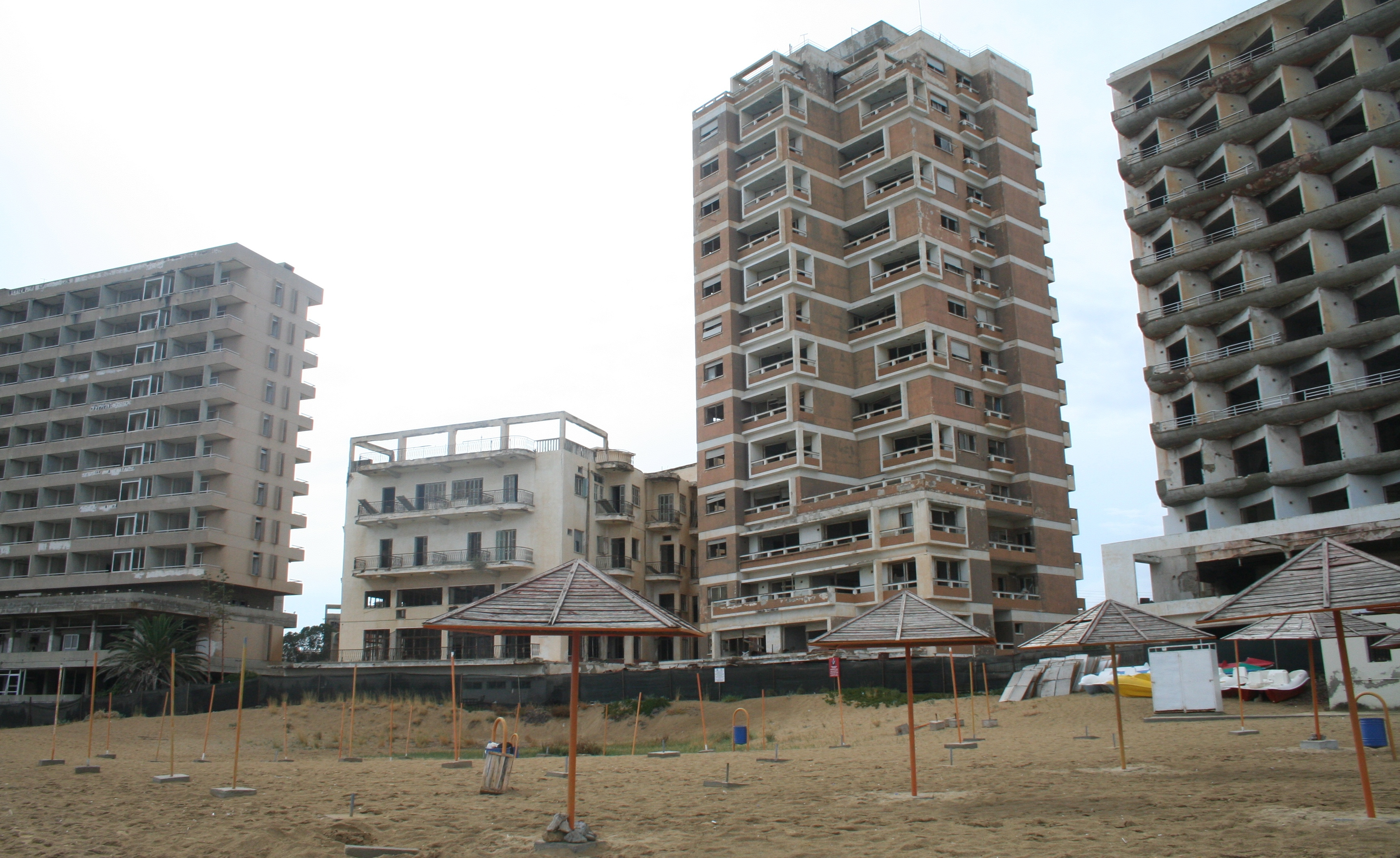
Hotéis abandonados em Varosha
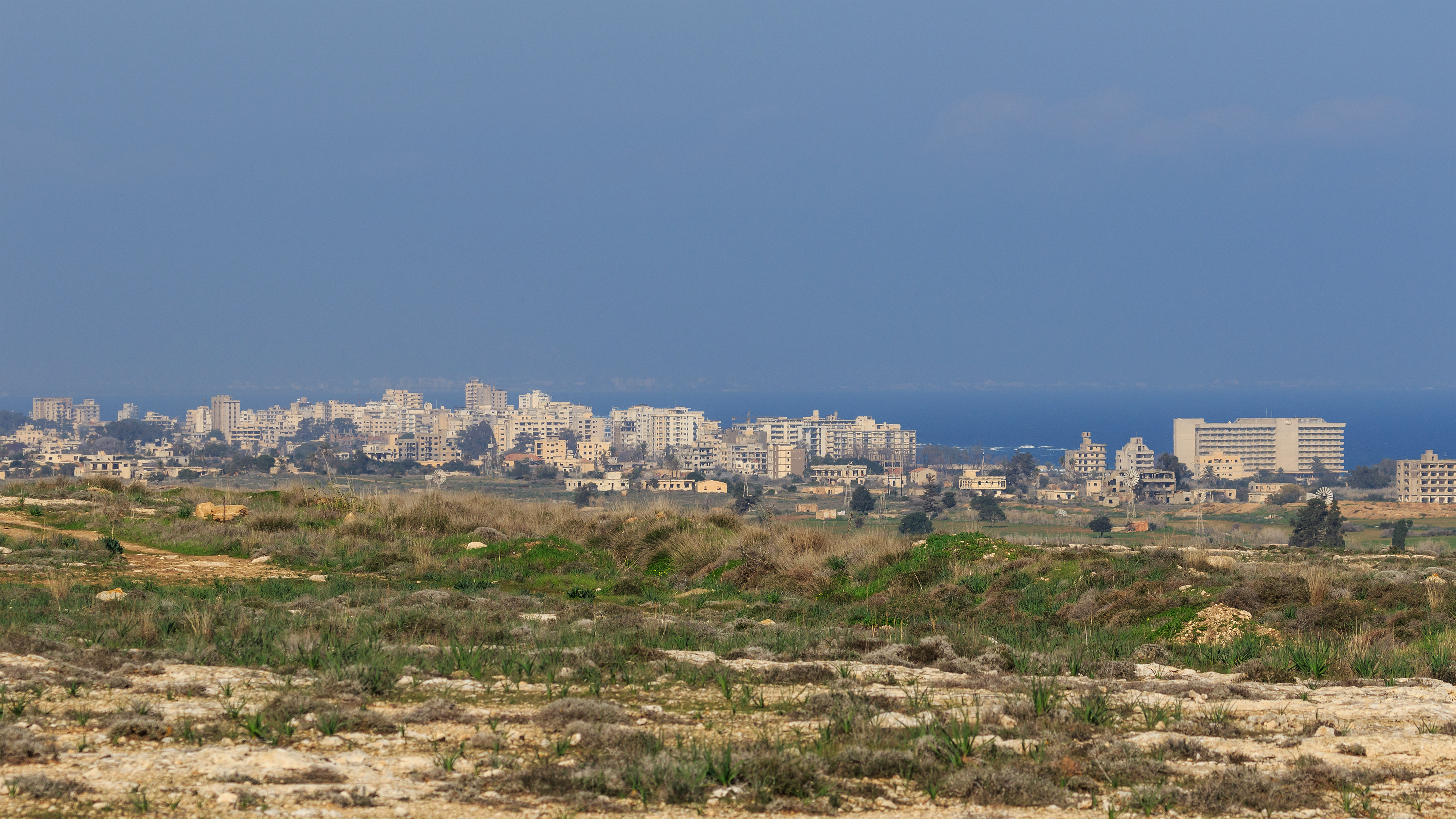
Varosha em 2017
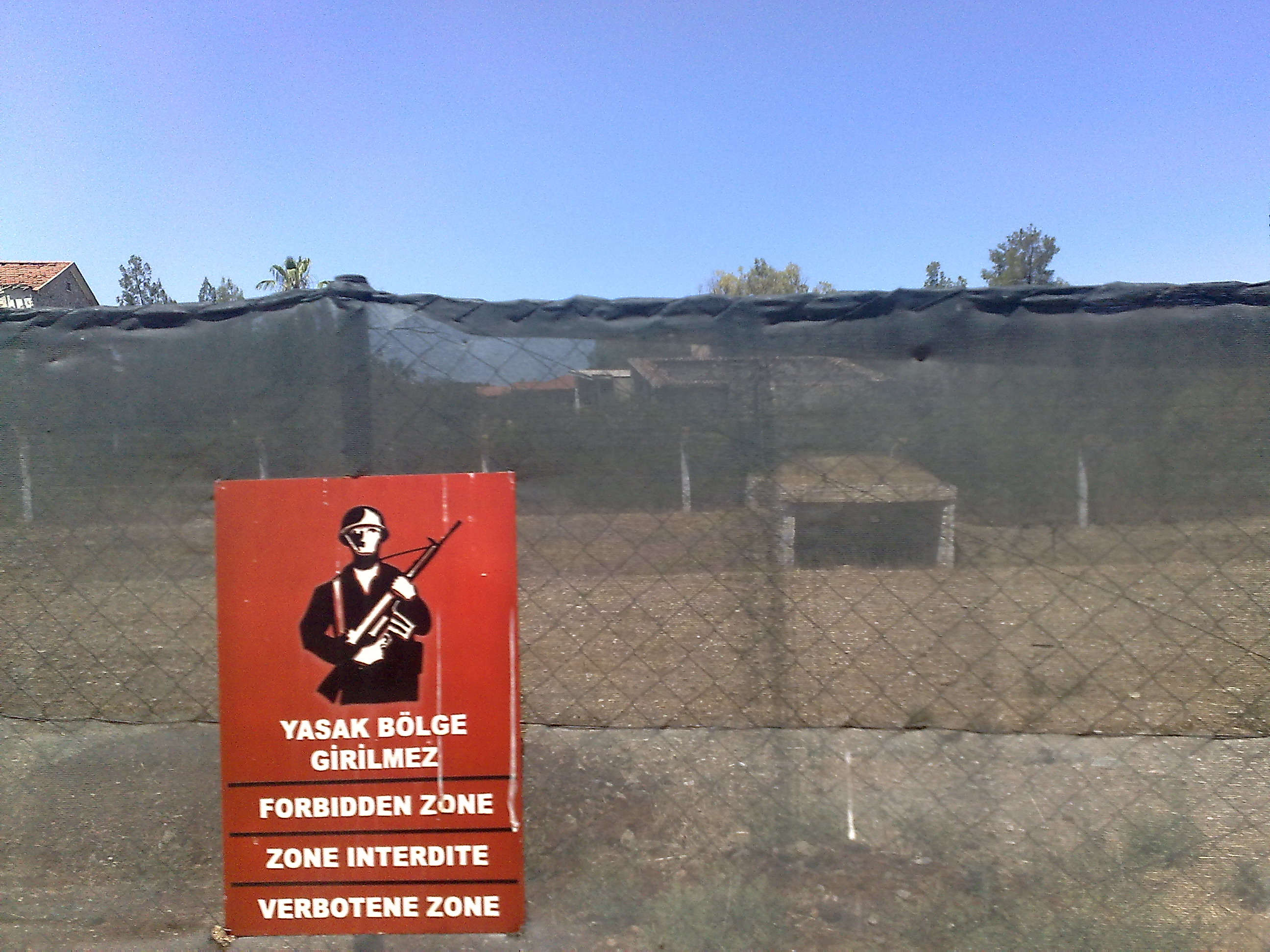
Varosha (turco: Maraş) sob bloqueio do exército turco.
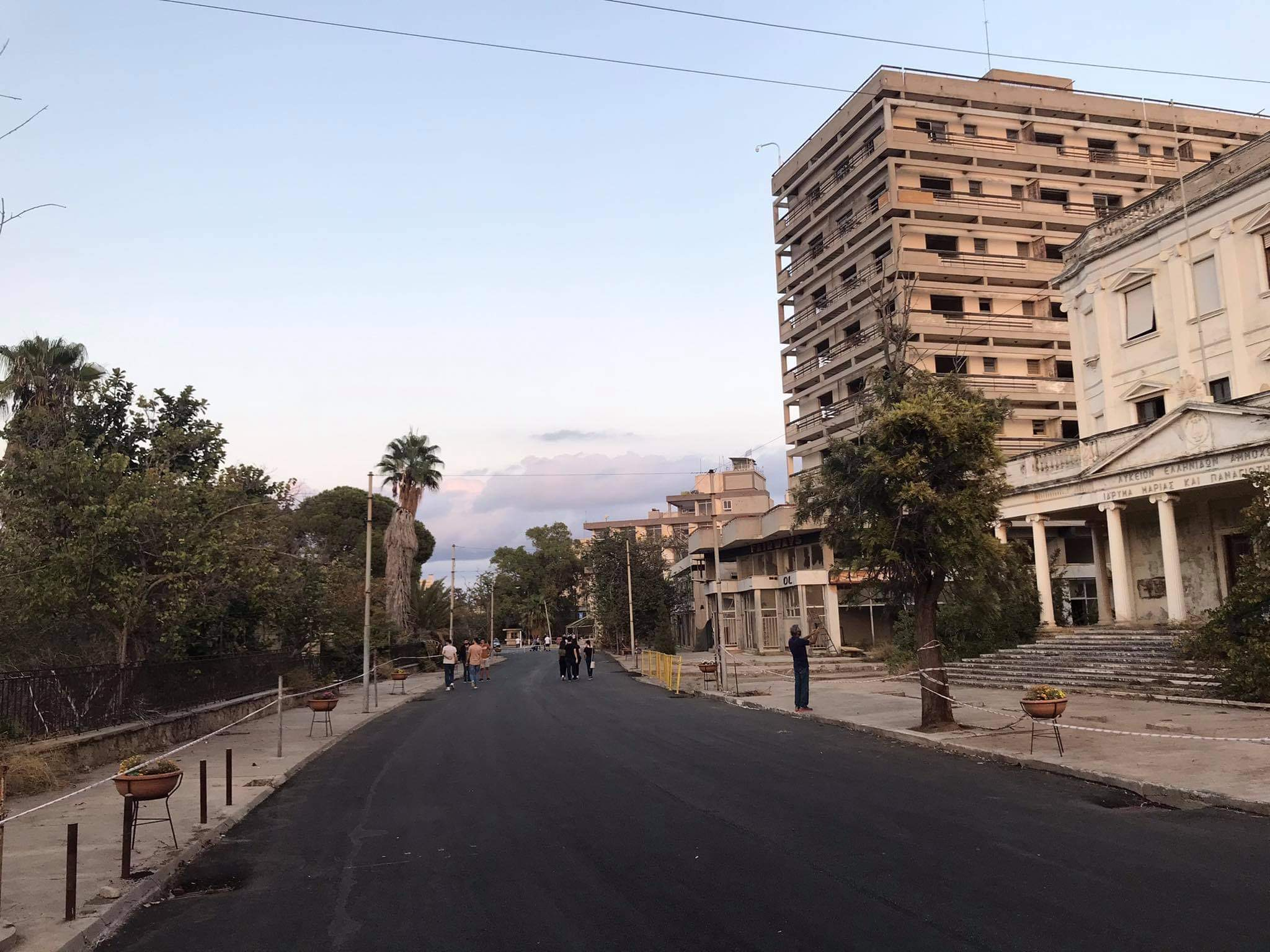
Uma estrada recém-pavimentada, Calle Democracia e Prédio abandonado após sua reabertura em 2020 (o prédio branco à direita é a antiga escola de arte)
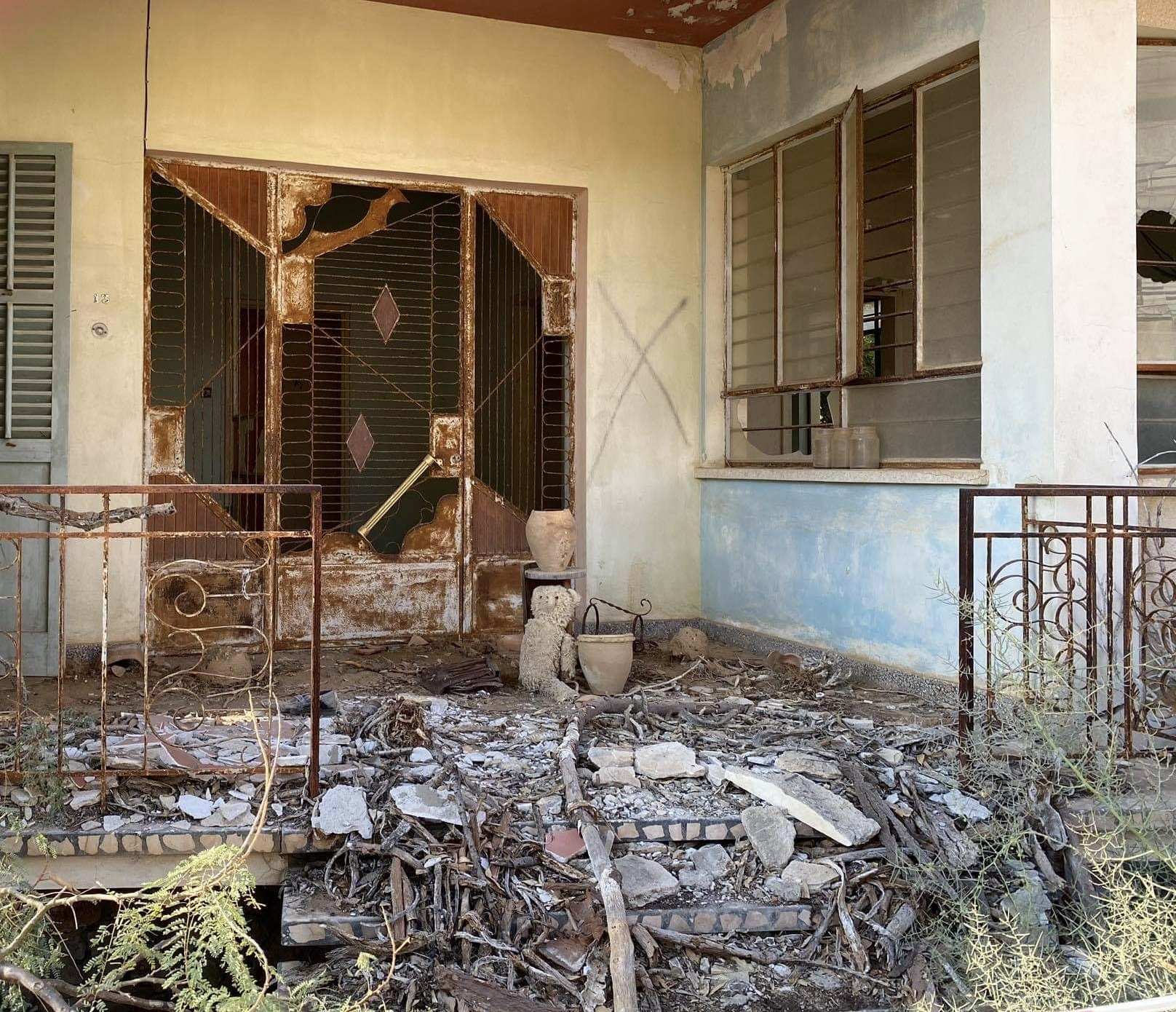
Uma casa abandonada em Varosha; Na frente da casa está um puído ursinho de pelúcia.
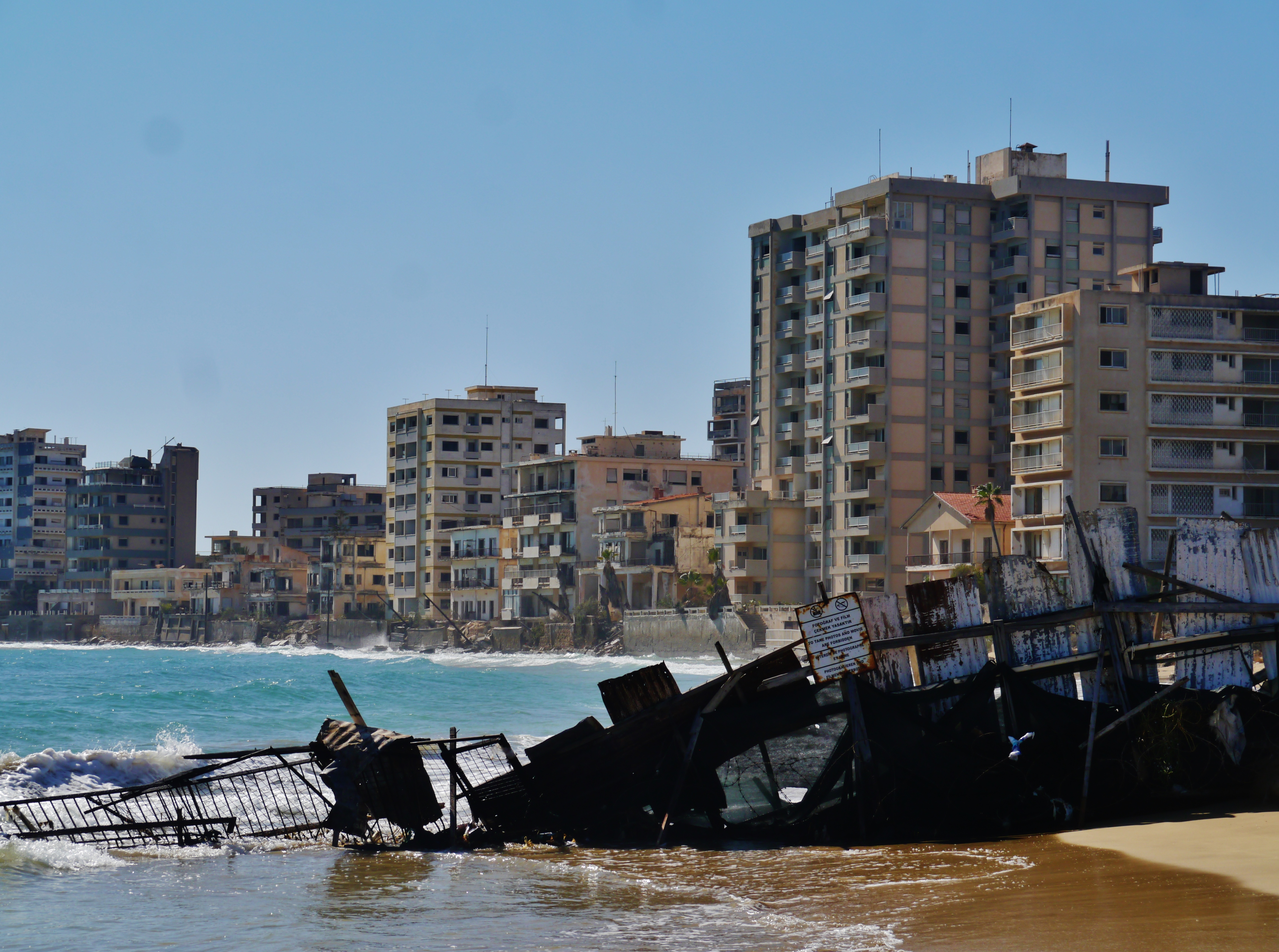
Varosha
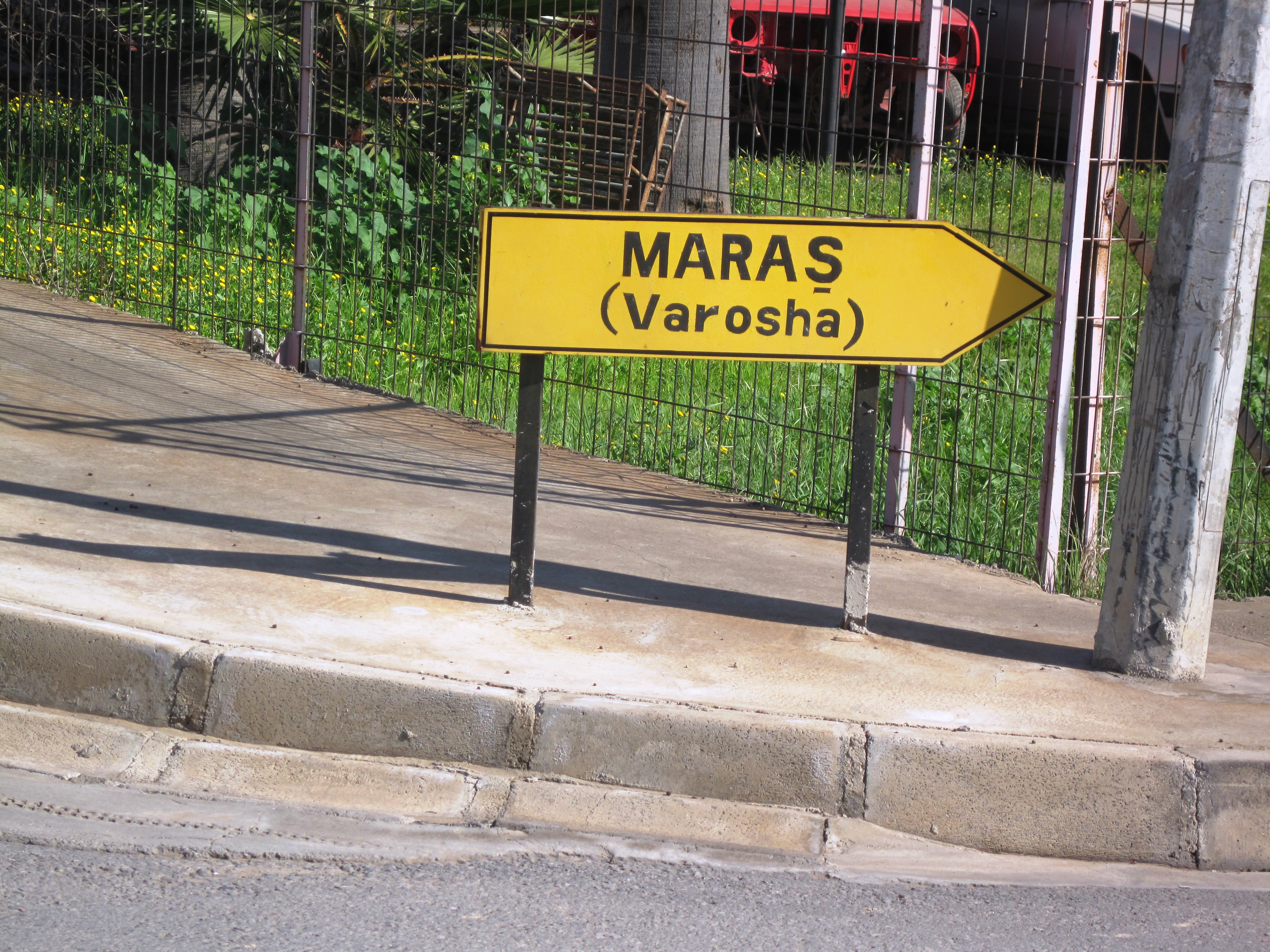
entrada de Varosha
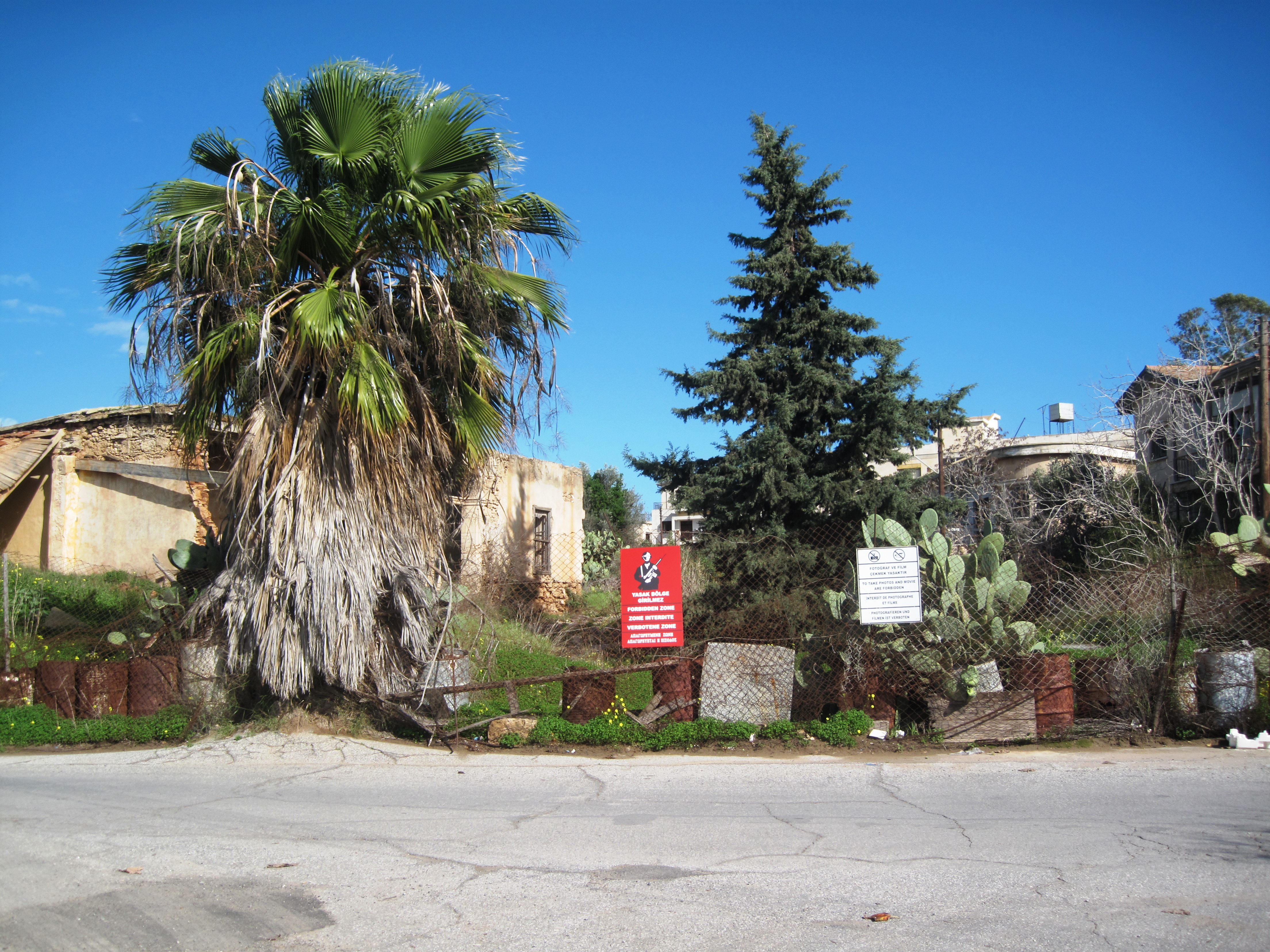
Varosha área militar proibida
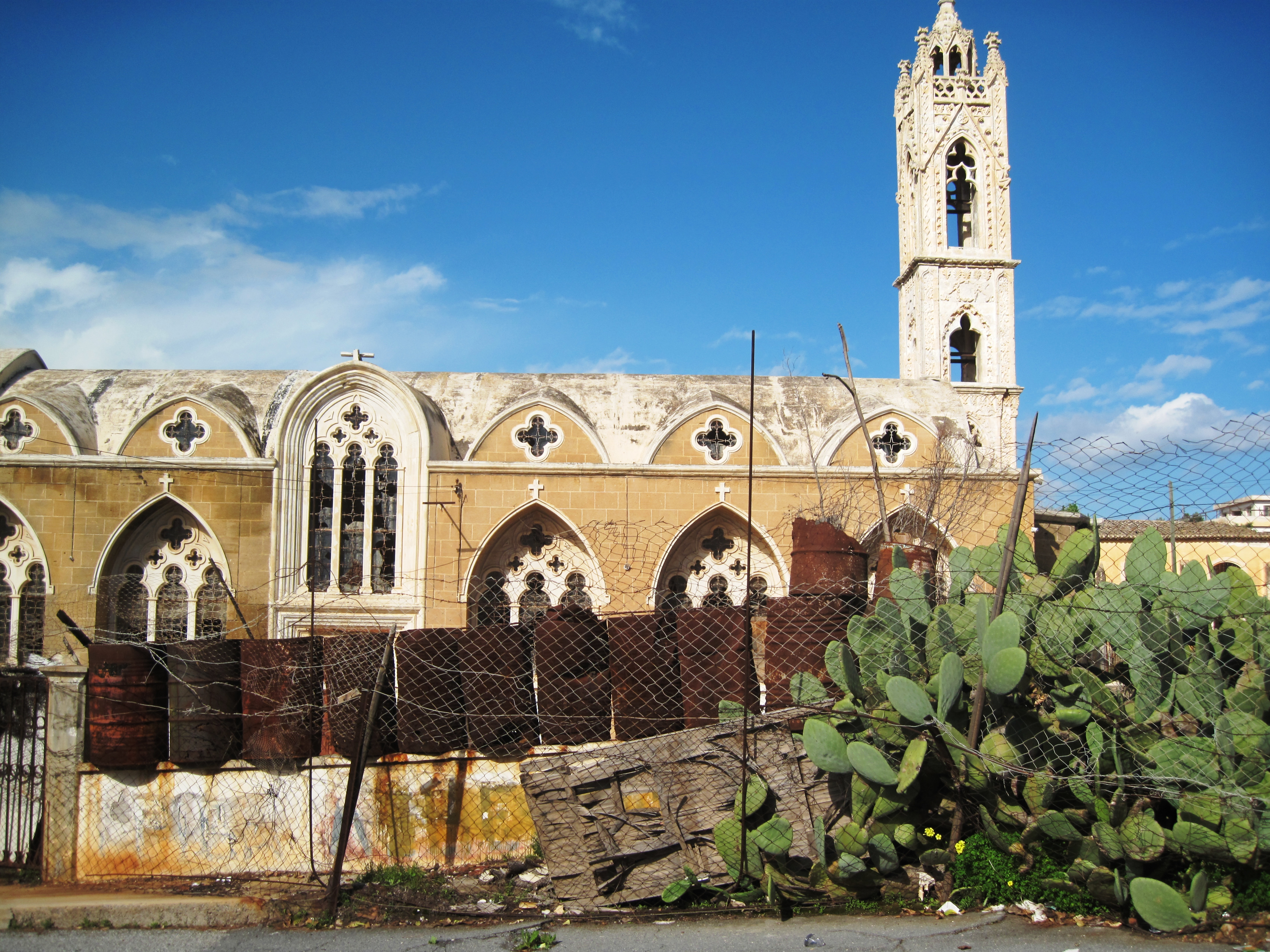
Igreja velha em Varosha
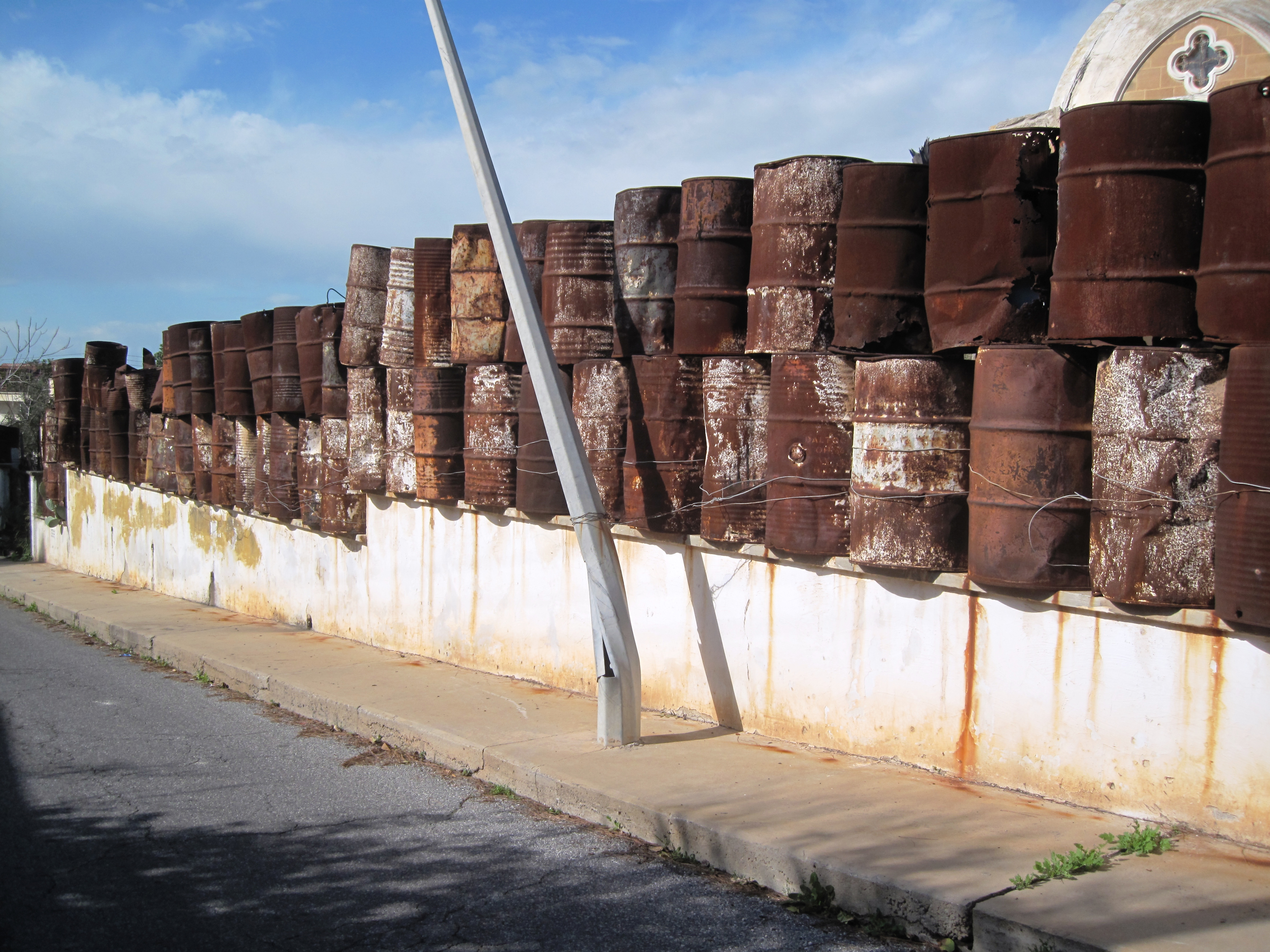
Separação do distrito
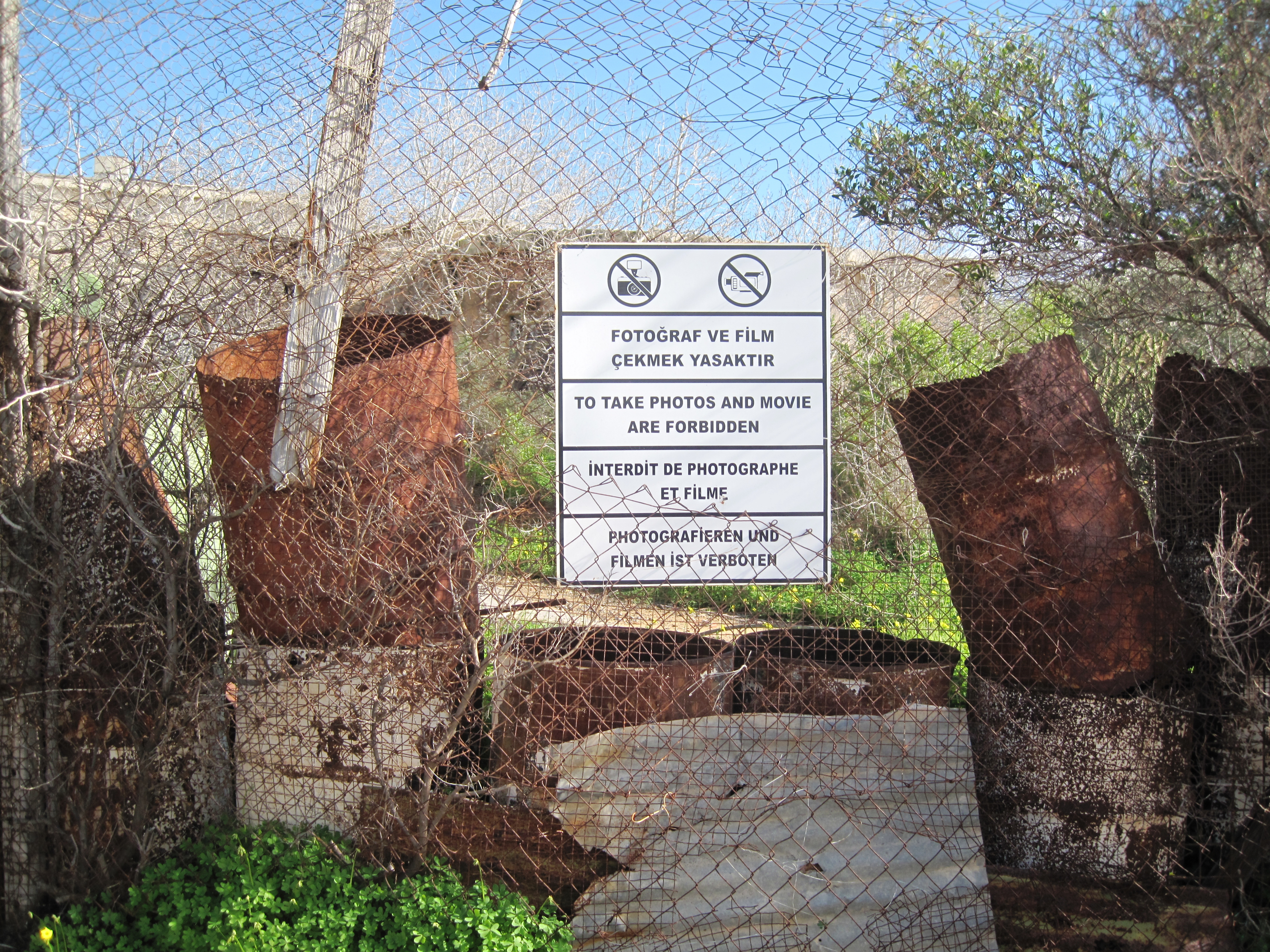
Fotografia proibida
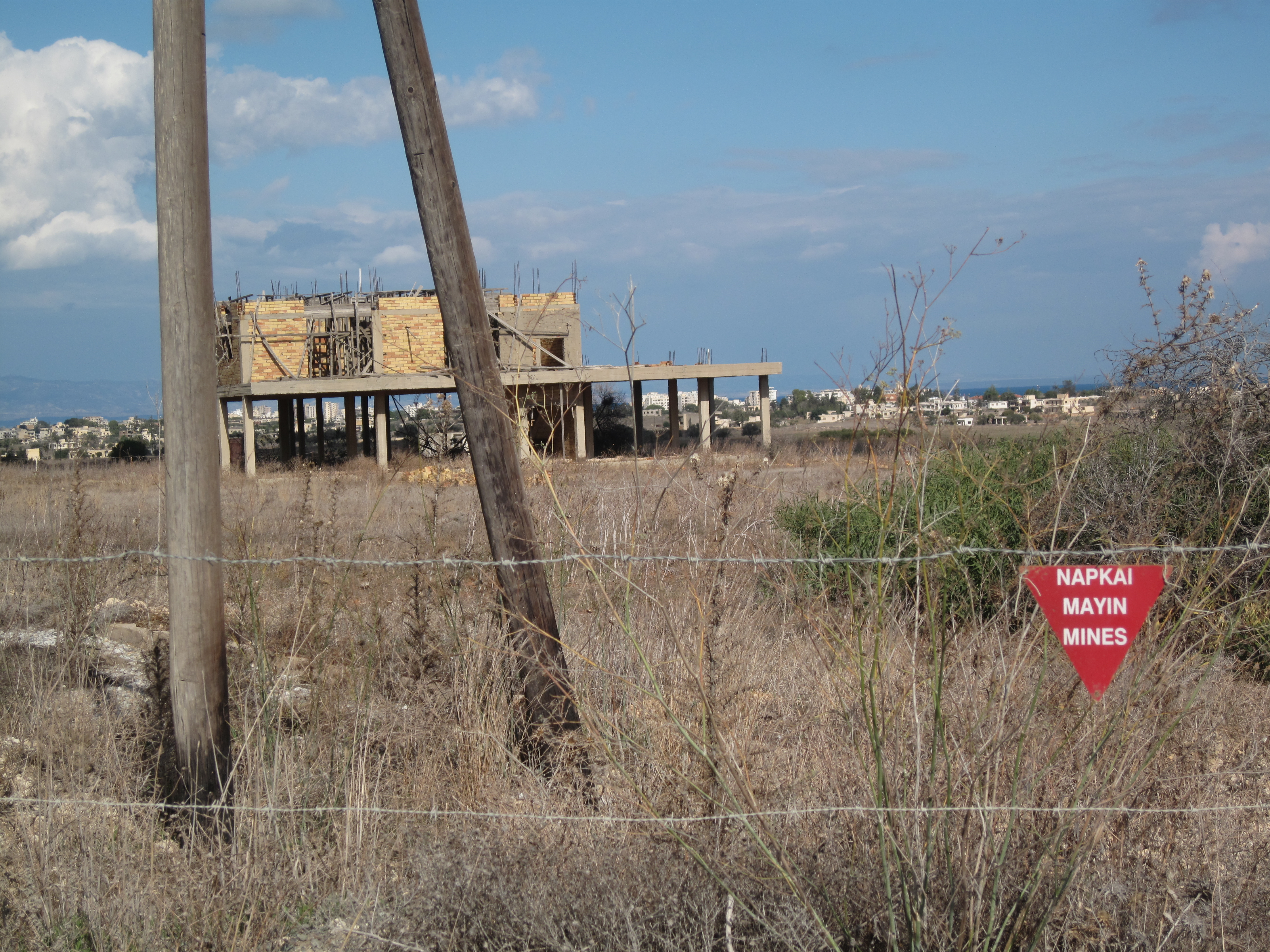
Não é possível entrar em Varosha por causa das minas terrestres
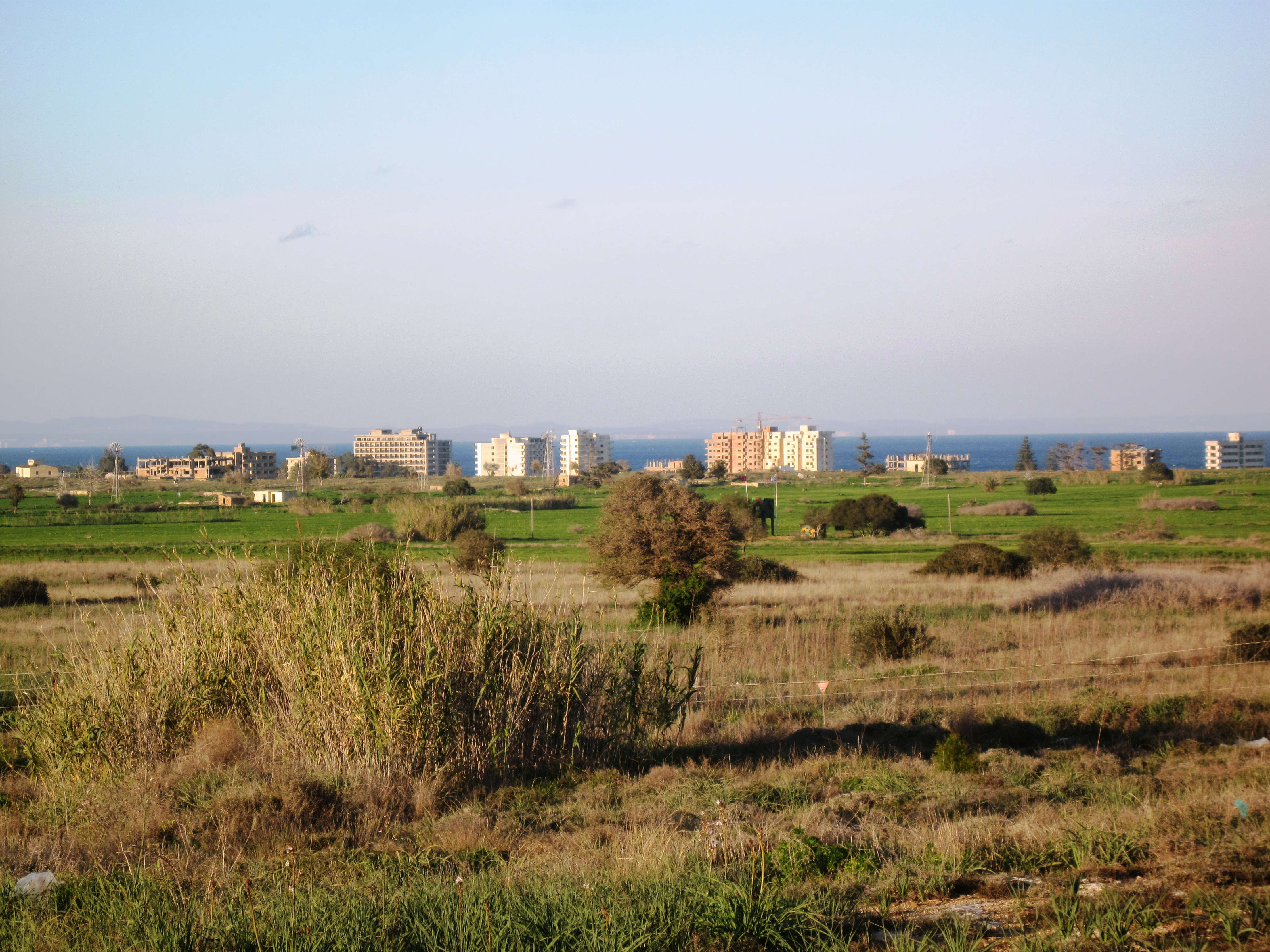
Os hotéis vazios de Varosha
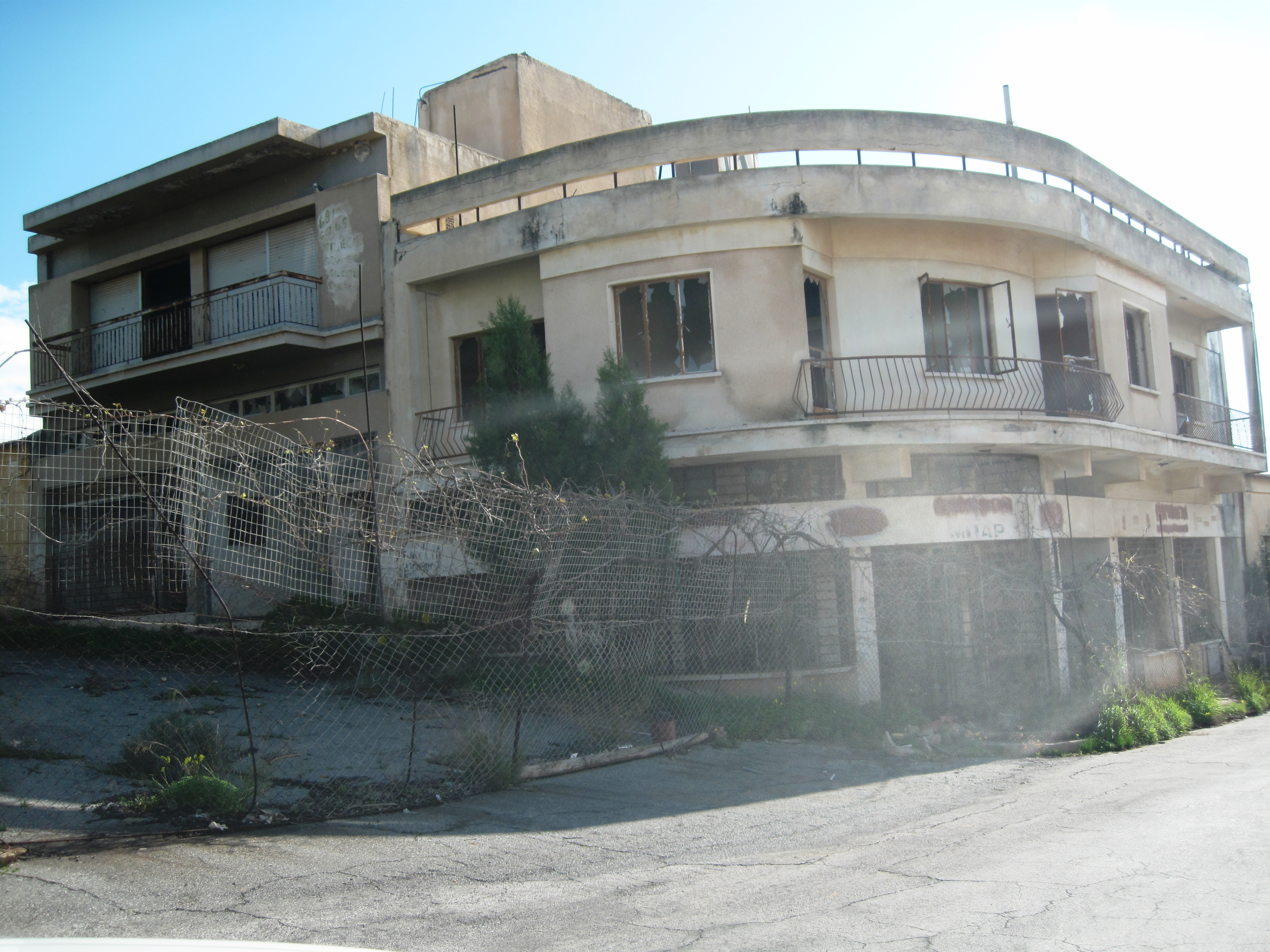
Lojas vazias em Varosha
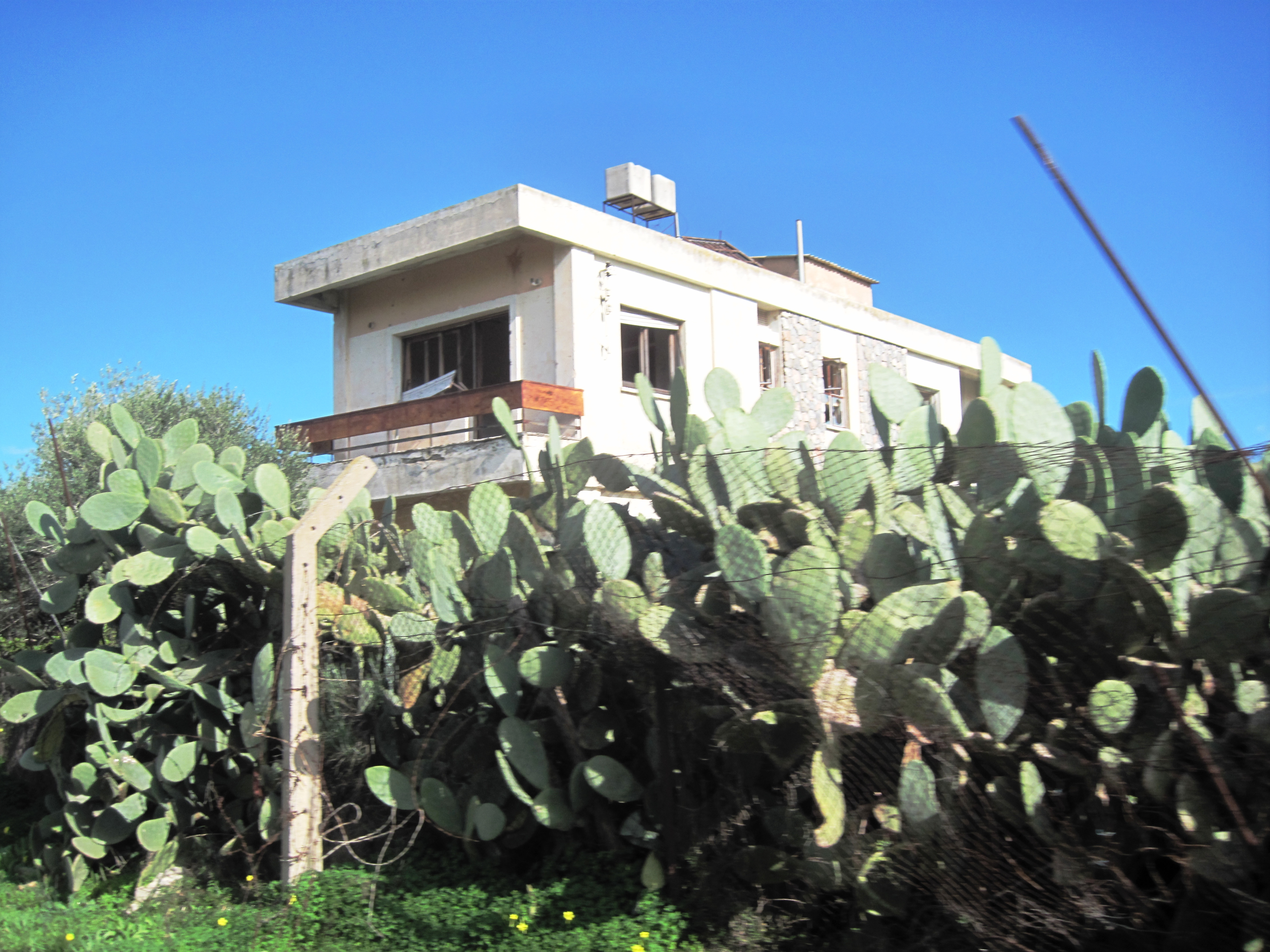
Casas vazias em Varosha
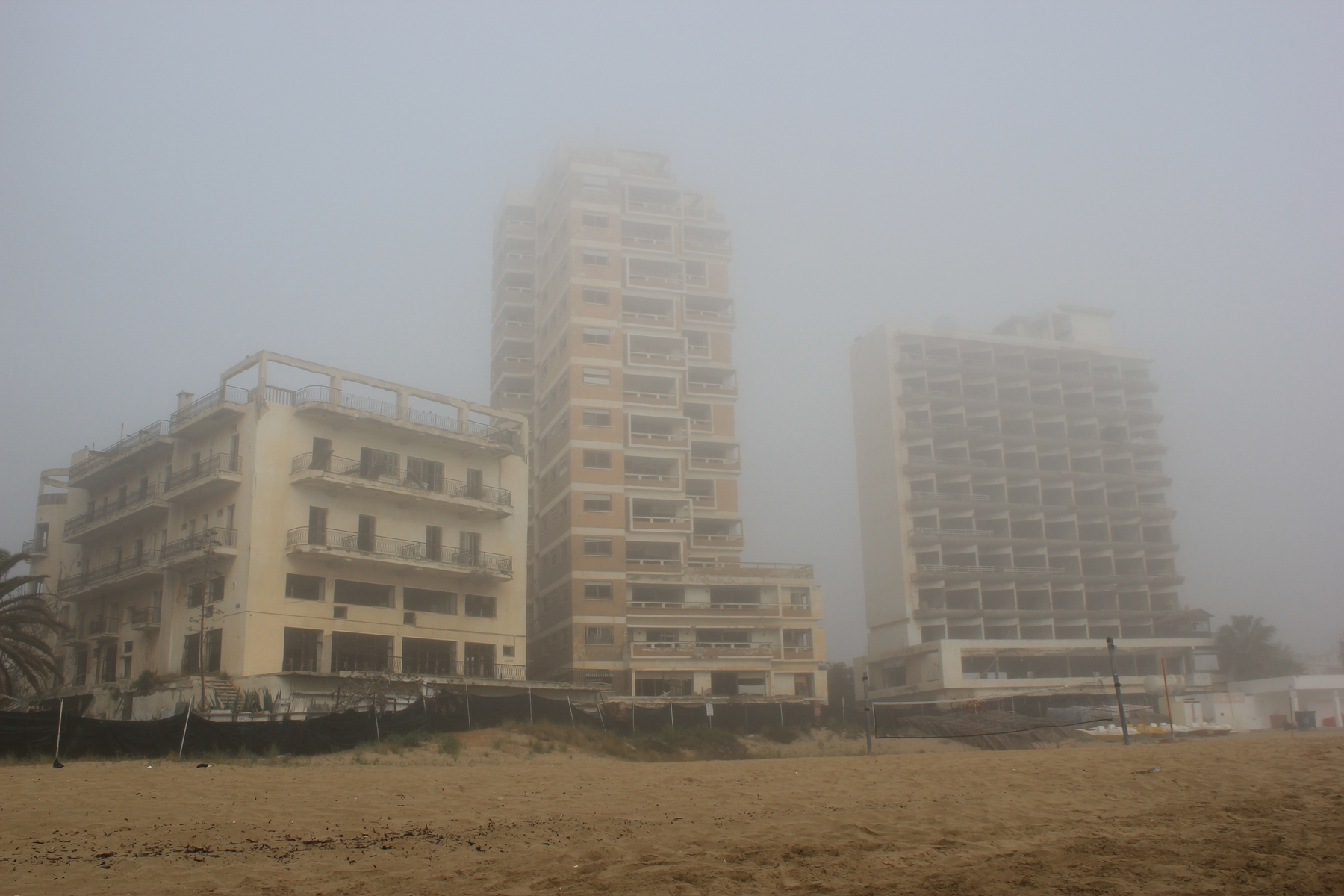
Hotéis abandonados na praia (2016)
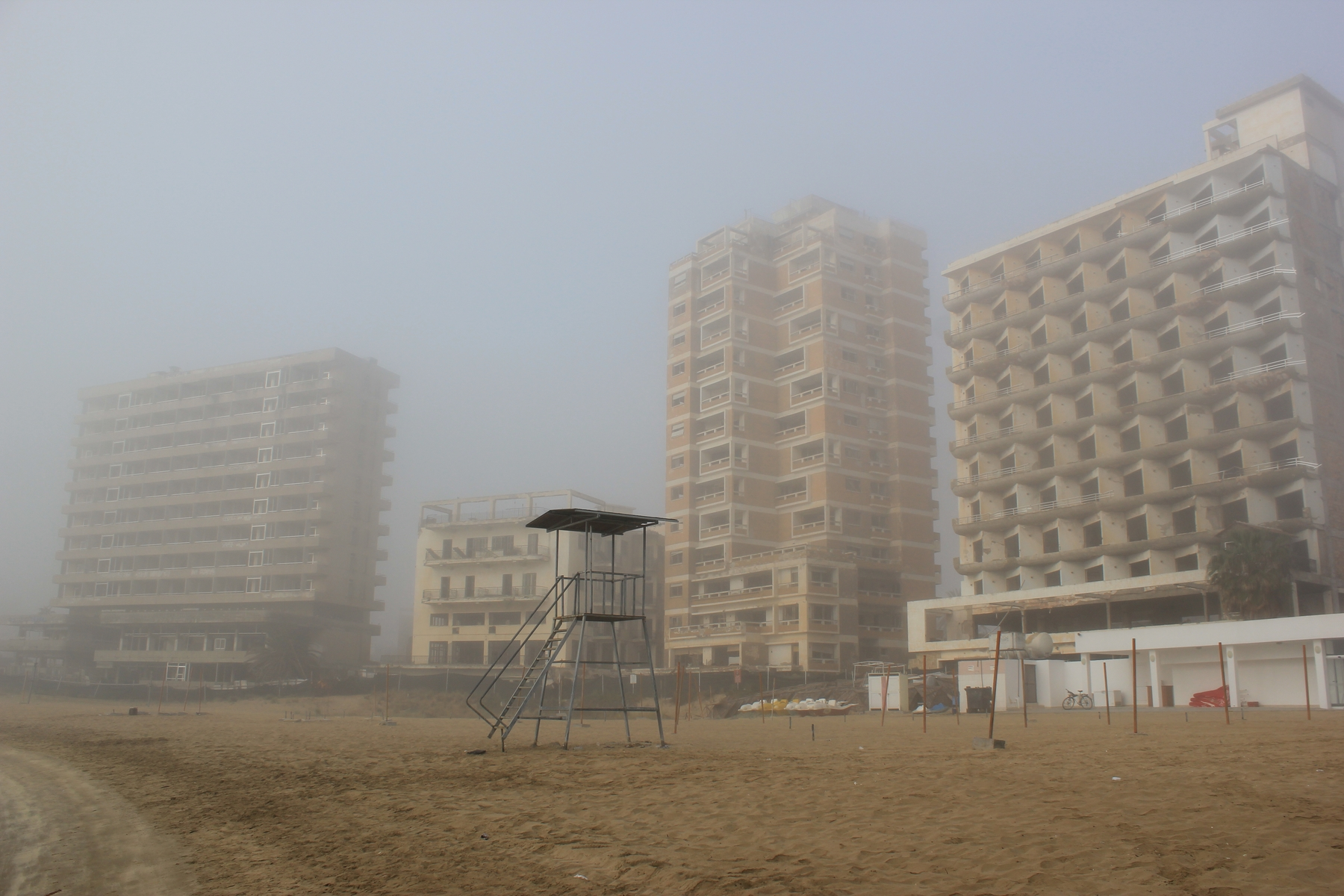
Hotéis abandonados na praia (2016)
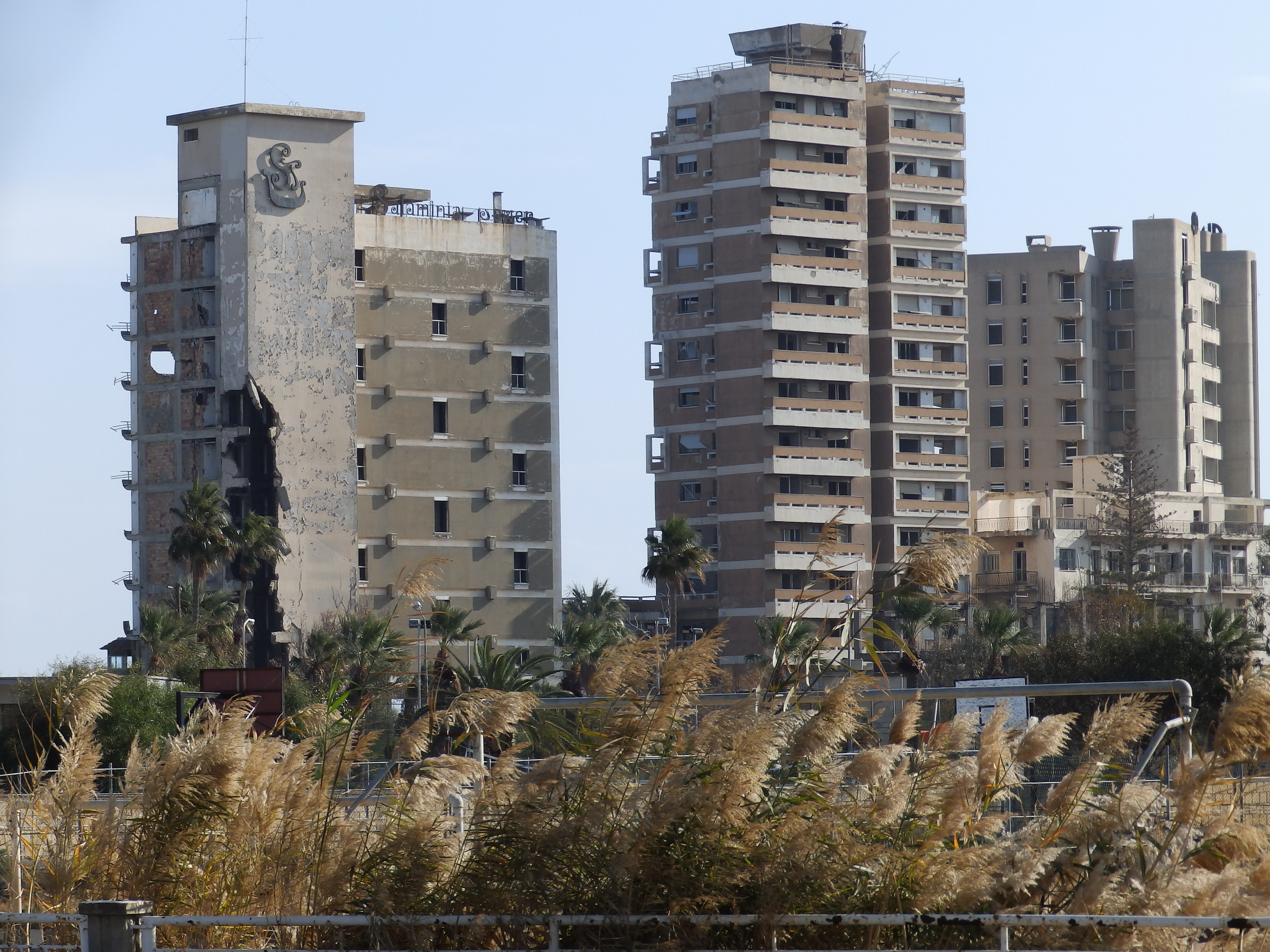
Hotéis abandonados (2013)
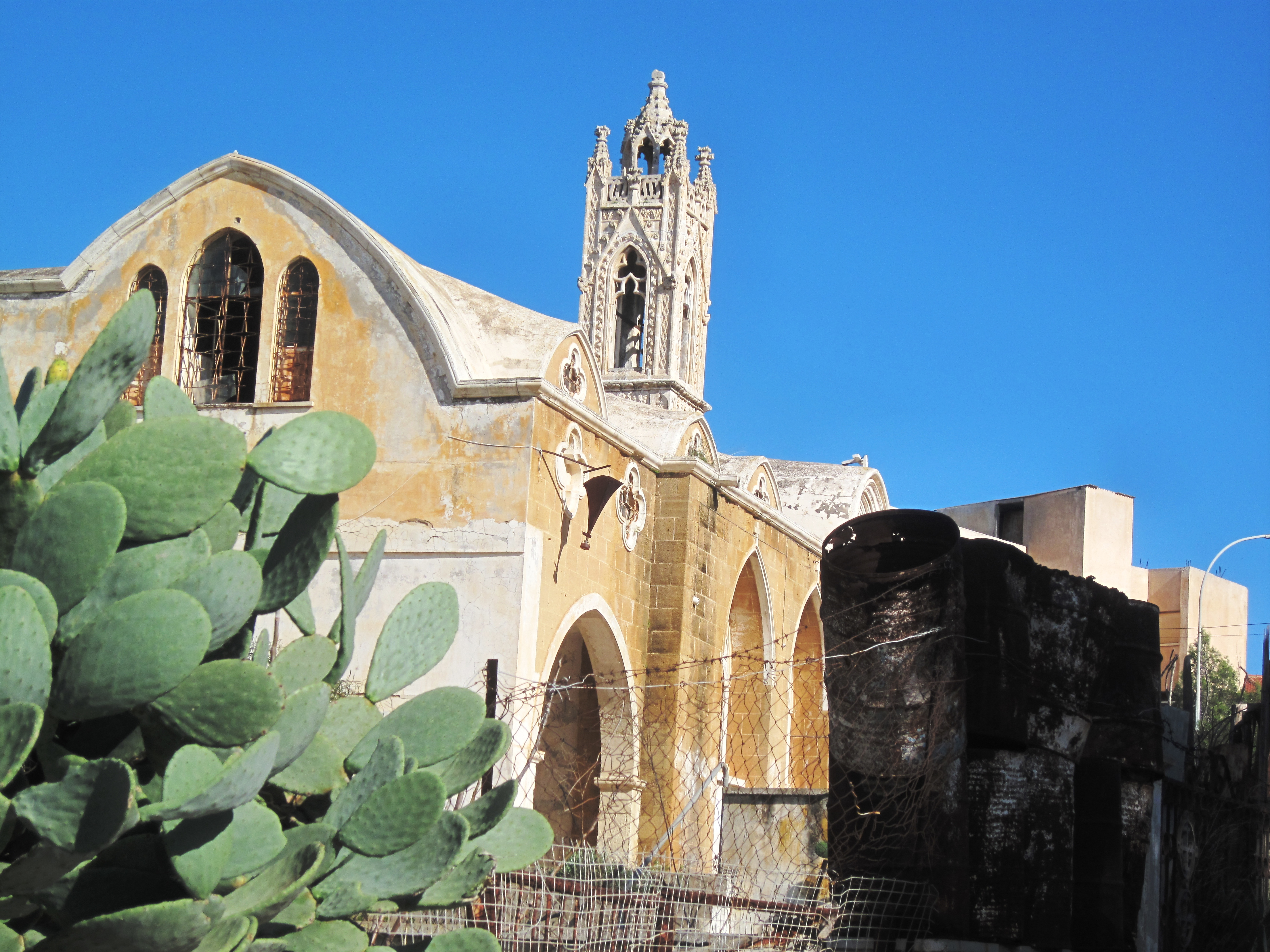
Varosha abandonada
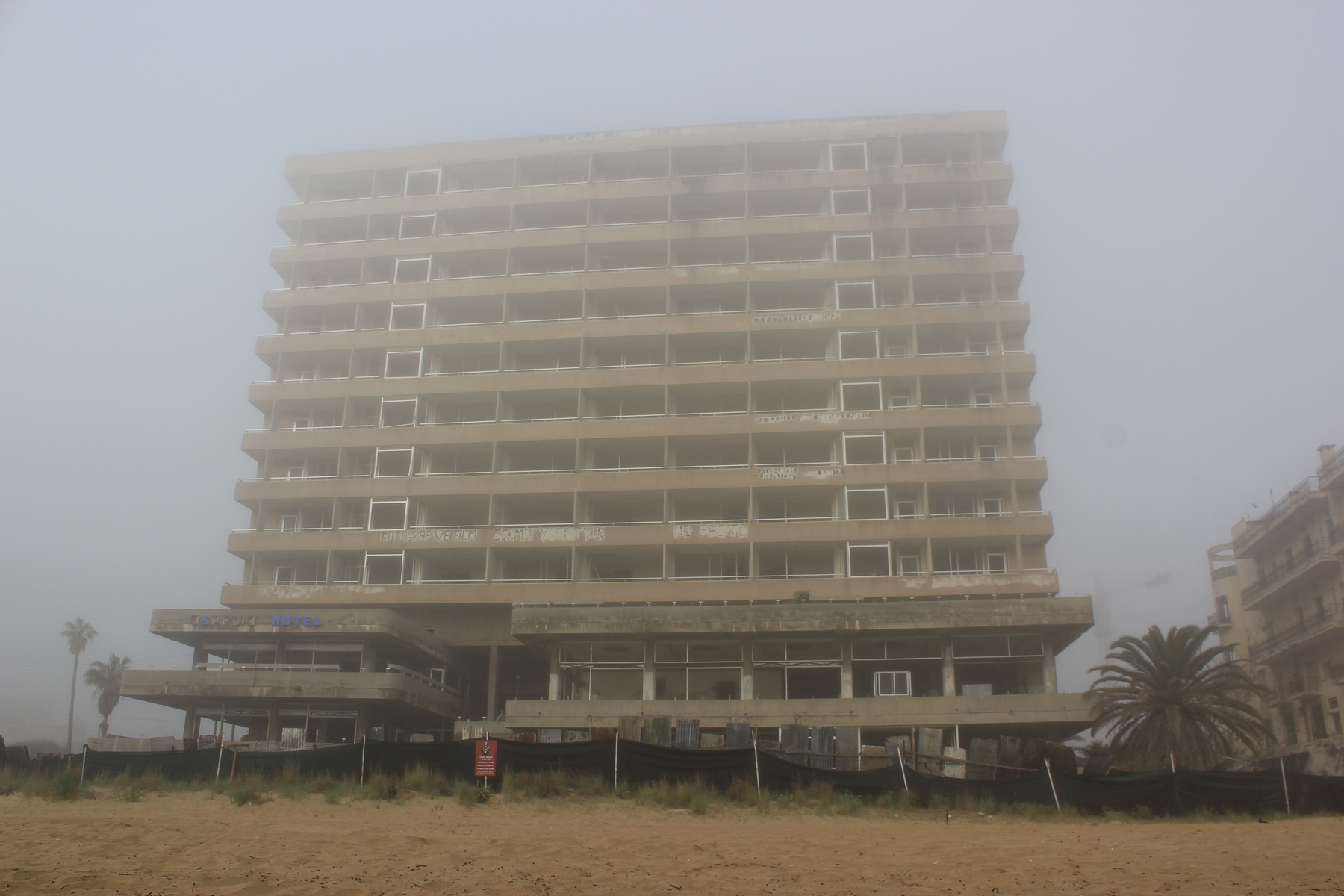
Hotéis abandonados
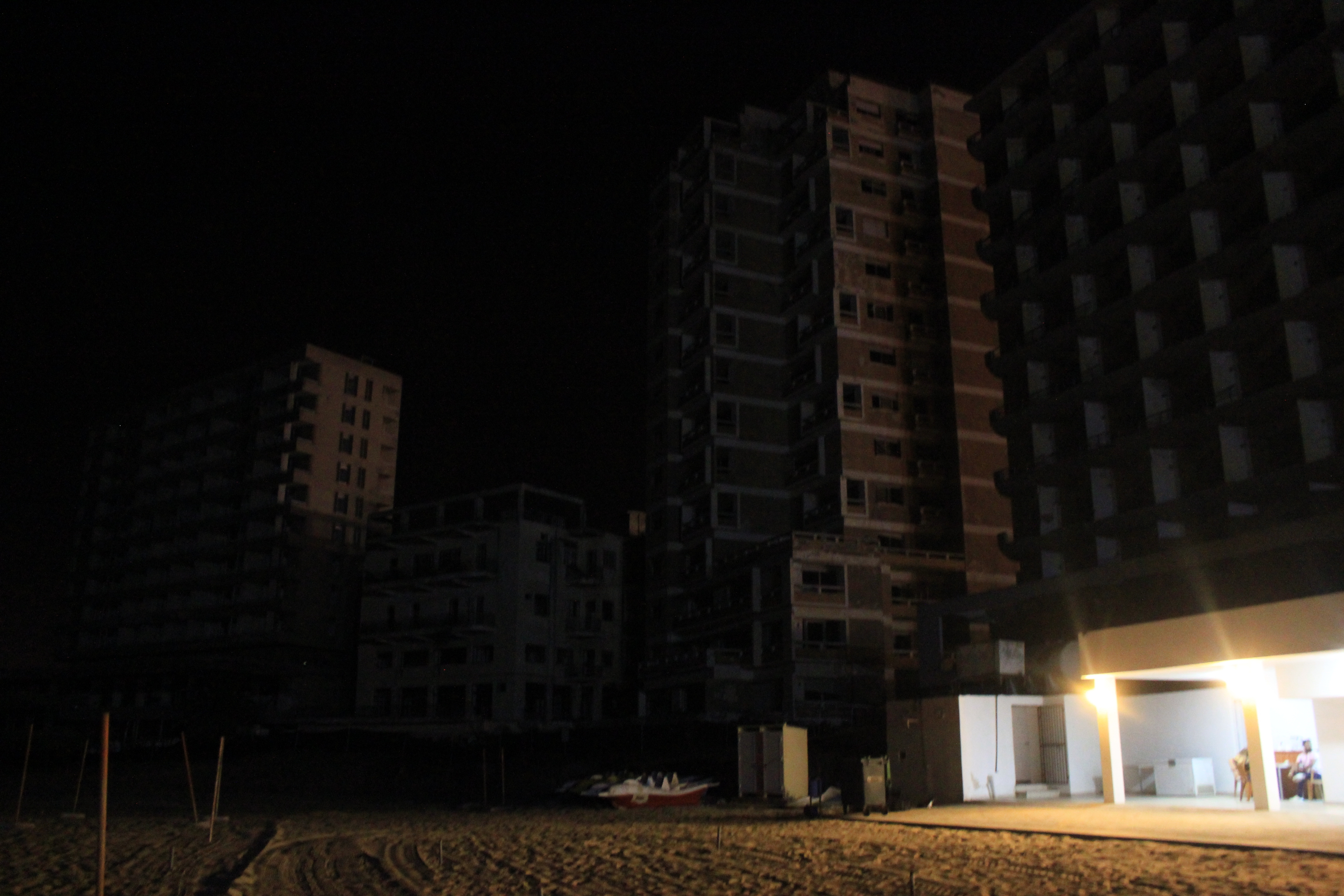
Festa na praia à noite (2016)
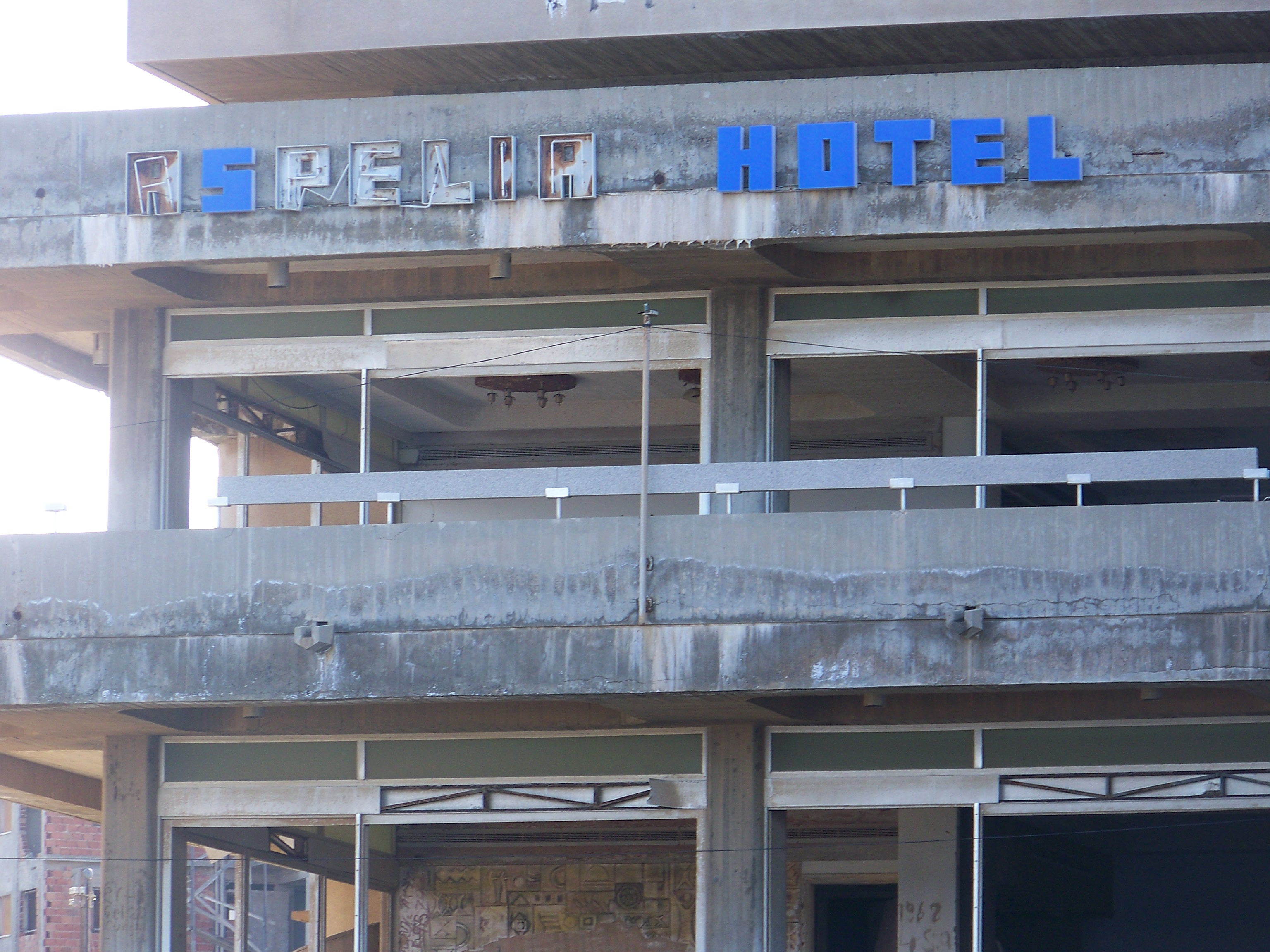
Hotéis abandonados